# Rakelići
Rakelići (cyr. Ракелићи) – wieś w Bośni i Hercegowinie, w Republice Serbskiej, w mieście Prijedor. W 2013 roku liczyła 605 mieszkańców.